# بخش نونی
بخش نونی (به انگلیسی: Noney district) یک منطقهٔ مسکونی در هند است که در مانیپور واقع شده‌است.